# Belgern-Schildau
Belgern-Schildau är en tysk stad (Gemeinde) i distriktet Nordsachsen i förbundslandet Sachsen. Kommunen bildades den 1 januari 2013 genom fusionen av städerna Belgern och Schildau samt av flera mindre orter. Staden har cirka 7 000 invånare.

## Historia

### Belgern
Samhället grundades av slaver vid en väg som här korsade floden Elbe. Orten nämns 973 för första gången i en urkund och betecknas som civitas (ort med fortifikation). Namnet kommer från slaviska bela gora (vitt berg). Under 1000-talet erövrades region av det Tysk-romerska riket. Striderna mellan kejsardömets trupper, regionala furstar och religiösa strömningar fortsatte under hela medeltiden. I staden fanns bland annat ett kloster av Cisterciensorden. Under senare medeltiden etablerades flera manufakturer men de stora förändringarna som var typiska för andra städer under industrialiseringen uteblev i Belgern. Ekonomin dominerades mer av regionens jordbruk. Även idag är Belgern en småstad.

### Schildau
Orten etablerades omkring 1170 av markgreve Dietrich II av Lausitz som en handelsplats för regionens byar. Den hade under medeltiden troligen skyddande diken och andra enklare fortifikationer men ingen ringmur. Schildau nämns 1242 för första gången i en urkund och betecknas 1349 som stad. Inte heller i Schildau orsakade industrialiseringen större reformer.
I Schildau föddes fältmarskalk Gneisenau och staden gick därför mellan 1952 och 2012 under namnet Gneisenaustadt.
På tyska heter den fiktiva småstaden där kälkborgarna lever Schilda. På grund av likheten mellan städernas namn marknadsför sig Schildau som kälkborgarnas hemort.

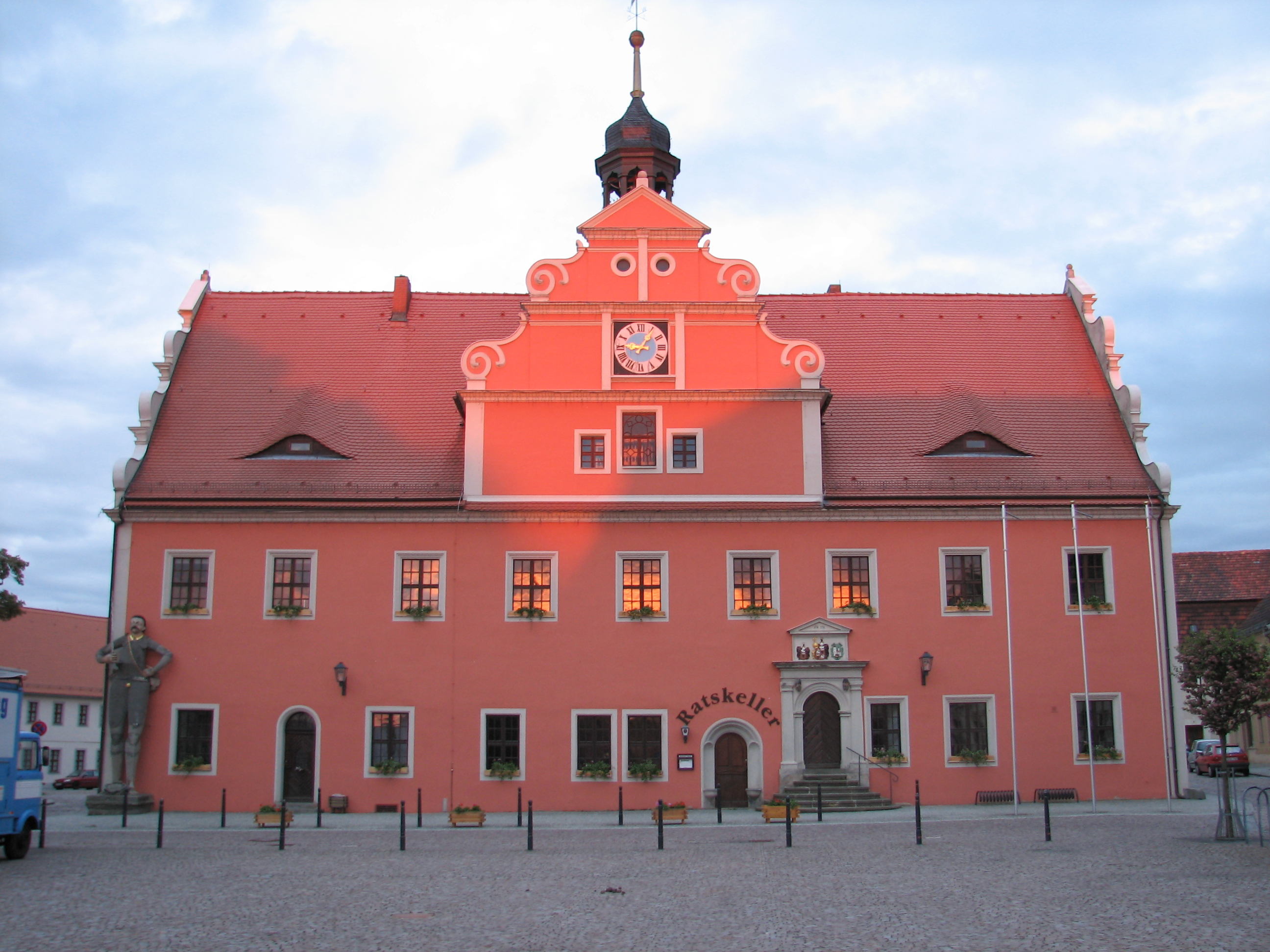
Rådhuset i Belgern
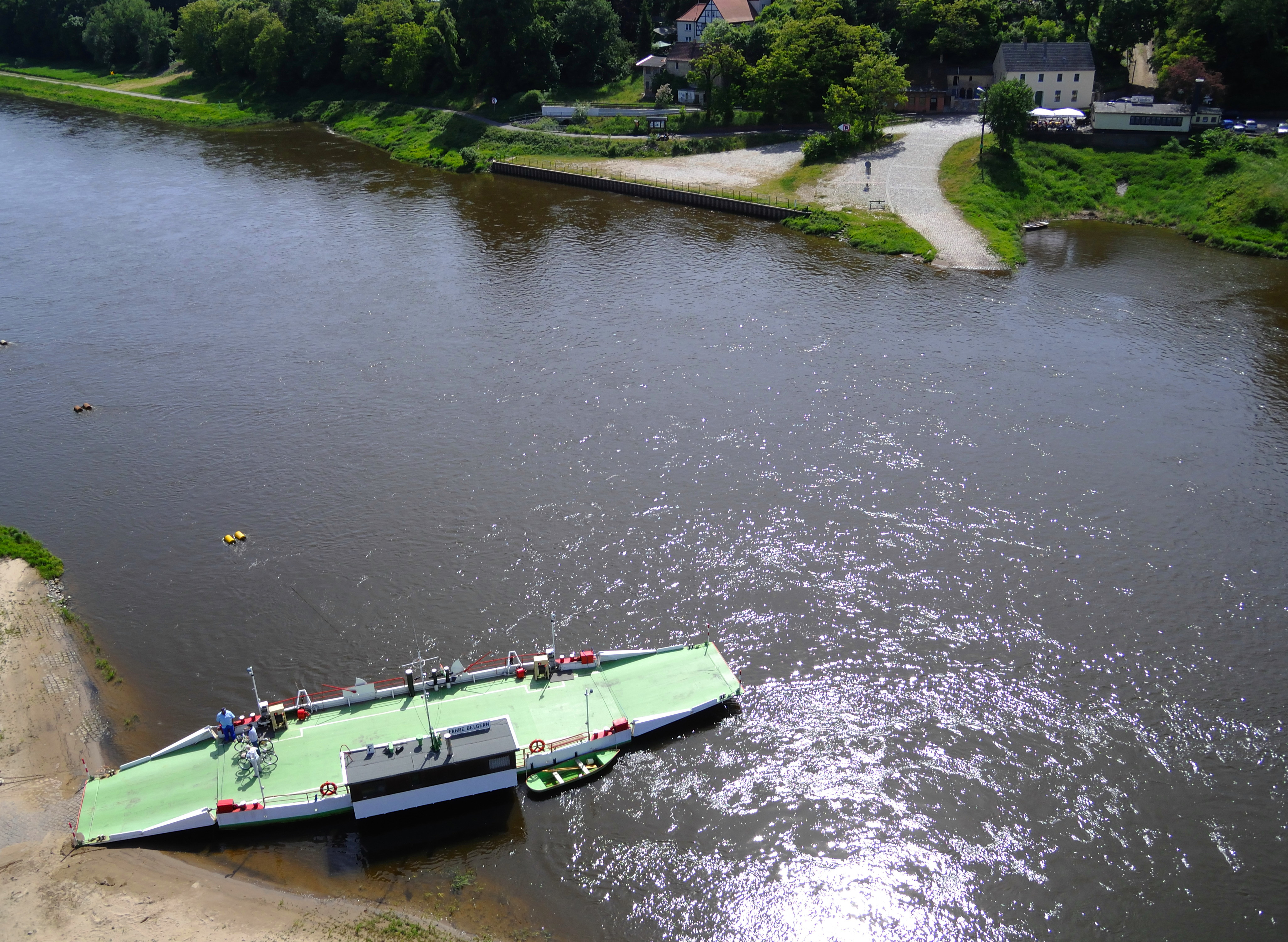
Färja över floden Elbe, Belgern
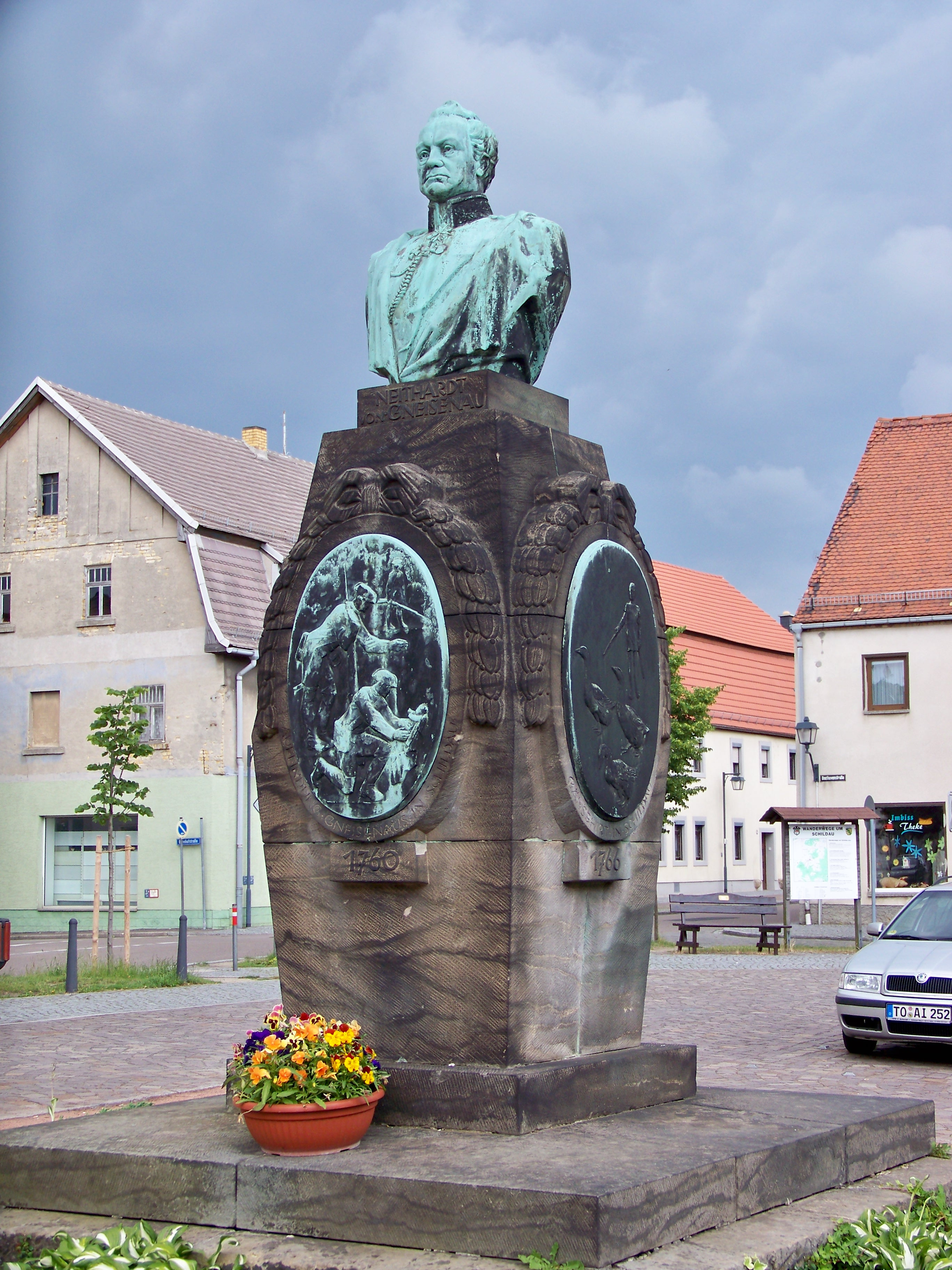
Staty över fältmarskalk Gneisenau, Schildau